# Frank Arjava Petter
Frank Arjava Petter, roepnaam Arjava (Düsseldorf, 24 augustus 1960) is een Reikimaster die onderzoek heeft gedaan naar de oorsprong van Reiki. Hij wordt tezamen met Hiroshi Doi en Chris Marsh gezien als de invloedrijkste Reikileraren op dit moment.
Op zijn 18e levensjaar trok Petter naar India om gedurende vier jaar te gaan wonen in de commune van Osho. Hier kreeg hij onderwijs in verschillende meditatie en ademhalingtechnieken.
Vervolgens trok hij naar de Verenigde Staten waar hij zes jaar verbleef en voornamelijk trainingen ontving op het mentale vlak. Daarna vertrok hij naar Japan voor een verblijf van twaalf jaar. In de periode 1993 tot 1997 heeft hij zich bekwaamd in de oorspronkelijke Gakkai-wijze van Reiki. In die periode trouwde hij ook met de Japanse Reikimaster Chetna Mami Kobayashi. In 1997 verscheen zijn eerste boek. In hetzelfde jaar begon hij een opleiding familieopstellingen bij Bert Hellinger.
Vanaf 1997 heeft hij overal over de wereld cursussen gegeven over Reiki-, Teate-, Gakkai-technieken en familieopstellingen. Hij heeft meerdere boeken geschreven over Reiki en middels onderzoek veel onjuistheden betreffende voornamelijk de Alliantie met feiten weten te ontkrachten. In 2002 opende hij een eigen praktijk in zijn geboorteplaats Düsseldorf.